# M14 지뢰

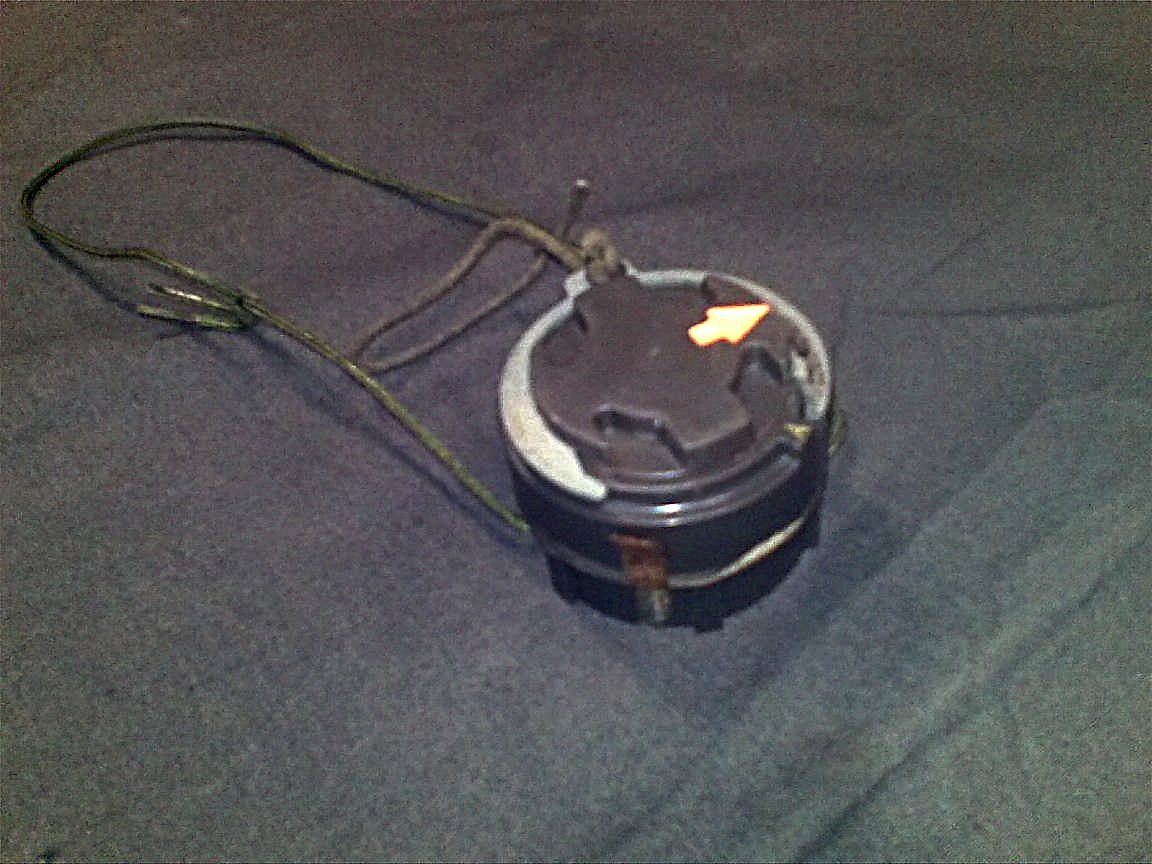
M14 지뢰

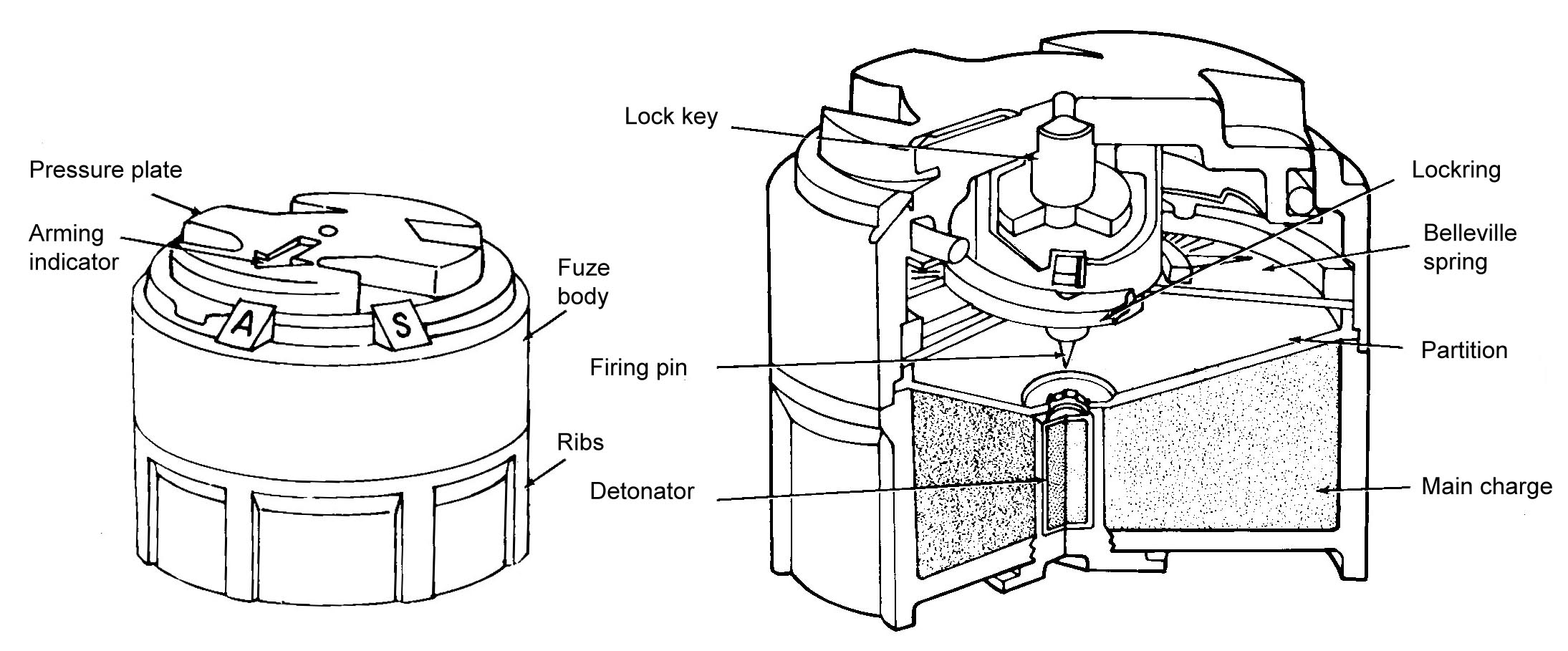
M14 지뢰 도면

M14 지뢰는 미국의 대인지뢰의 한 종류로서, 플라스틱으로 만들어진 발목지뢰이다. 신관 이외에는 대부분이 플라스틱으로 제작되어, 금속탐지기에 잘 탐지되지 않는다.
하지만 한국에서도 이 지뢰로 인해 종종 사고가 발생하며 지난 2012년 4월에는 KBS2의 프로그램인 위기탈출 넘버원에서 지뢰의 위험성을 경고하기도 했다. 위력은 신체 일부가 절단될 정도로 심각하지만 M14 지뢰로 인해 사망하는 일은 거의 없고, 피해 규모도 그리 넓진 않다.

## 설명
M14 지뢰는 1955년 미국에서 개발한 지뢰이다. 대한민국에서는 1970년부터 미국의 원조를 받아 DMZ일원과 후방 방공기지 울타리에 설치하였다. 대한민국에는 DMZ와 후방방공기지 등에 약 40만 발을 매설하여 놓았다. 2010년 현재 미군은 유사시 한국에서 사용하기 위해 150만개를 보유중이다.
M14 지뢰는 폭발할 경우 적군을 현장에서 바로 죽이지는 못하지만, 접촉부위 신체를 손상시켜방치할 경우 출혈로 사망하기 때문에 전쟁 중 전우가 지뢰를 밟아 부상을 입을 경우 후송을 하기 위해 동료 병사 2명 이상이 부축하여 이동하게 된다. 전투를 지연시키는데 효율적이다.
M14대인지뢰는 재질이 플라스틱으로 매우 작고 가벼워 폭우가 내리면 빗물을 따라 높은 곳에서 낮은 곳으로 이동하기 때문에 세월이 흐르면 매설범위가 넓어지고 탐지 제거가 어렵다. 그러나 작고 가벼워 전시 및 반군들이 다량을 휴대하고 작전할 수 있다. 일단 한 명이 쓰러지면, 전체 부대가 지뢰밭에 들어왔다는 의미이기 때문에, 극도로 공포에 휩싸이며, 앞으로 전진도 못하고 후퇴도 못하는 상황에 처한다.
부대 전체가 지뢰밭 한가운데 위치했을 경우, 부상자는 헬기로 공중에서 들어올려야만 후송할 수 있으며, 장거리 대형 헬기는 강력한 바람으로 주변의 지뢰가 날라다니며 폭발할 수 있어서, 소형 헬기여야만 부상자를 후송할 수 있다.
인도와 베트남이 M14 지뢰를 카피해서 사용중이다. 미얀마는 라이센스 없이 무단 복제해서 국내용으로 사용중이다.
한국군의 K413 세열수류탄의 무게가 260g인데, M14 지뢰는 100g 밖에 안된다.

## 비교
- M14 지뢰,  미국, 테트릴 29g
- VS-MK2 지뢰,  이탈리아, 둔감RDX 33g
- SB-33 지뢰,  이탈리아, RDX/HMX 35g
- PMA-3 지뢰,  유고슬라비아, 테트릴 35g
- VS-50 지뢰,  이탈리아, 둔감RDX 43g

## 제원
- 무게: 100 g
- 장약량: Tetryl 29 g
- 직경: 56 mm
- 높이: 40 mm
- 작동압력: 9 ~ 16 kg

## 같이 보기
- M16 지뢰
- 목함지뢰 - 북한의 발목지뢰